# Tohi rougeaud
Atlapetes rufigenis
Espèce
Synonymes
- Buarremon rufigenis Salvin, 1895 (protonyme)

Statut de conservation UICN

 LC  : Préoccupation mineure
Le Tohi rougeaud (Atlapetes rufigenis) est une espèce d'oiseaux de la famille des Passerellidae.

## Répartition et habitat
Cette espèce est endémique des Andes du centre-ouest du Pérou.
Il vit dans les zones boisées de Polylepis, les bosquets mixtes d'aulnes et de Polylepis et à l'orée des forêts sempervirentes de montagnes. On le trouve entre 2 700 et 4 600 m d'altitude.